# Kypello Kyprou 1948-1949
La Kypello Kyprou 1948-1949 fu la 12ª edizione della coppa nazionale cipriota. Vide la vittoria finale dell'Anorthōsis, giunto al suo primo titolo.

## Formula
Presero parta alla manifestazione tutte le otto squadre di A' Katīgoria; il torneo prevedeva tre turni: quarti, semifinali e finale entrambe di sola andata; la squadra di casa era scelta per sorteggio. Se una partita veniva pareggiata, si andava i tempi supplementari: in caso di ulteriore pareggio, era prevista la ripetizione sul campo della squadra che era in trasferta.

## Partite

### Quarti di finale
Le partite sono state giocate il 13 marzo 1949.
| Squadra 1    | Risultato | Squadra 2           |
| ------------ | --------- | ------------------- |
| AEL Limassol | 4 - 1     | AYMA Nicosia        |
| APOEL        | 3 - 0     | Olympiakos Nicosia  |
| EPA Larnaca  | 1 - 5     | Lefkoşa Türk        |
| Anorthōsis   | 3 - 0     | Pezoporikos Larnaca |

### Semifinali
| Squadra 1  | Risultato | Squadra 2    |
| ---------- | --------- | ------------ |
| APOEL      | 3 - 2     | AEL Limassol |
| Anorthōsis | 5 - 0     | Lefkoşa Türk |

### Finale
| Nicosia 3 aprile 1949 Finale | Anorthōsis      | 3 – 2 referto | APOEL | Stadio Vecchio GSP\| Arbitro: \| Argyris Gavalas \| |
| Arbitro:                     | Argyris Gavalas |               |       |                                                     |

### Ripetizione della finale
| Arbitro: | Giorgos Rossos |

|                                                                              |           |  |
| Frixos Thalassetis 33’ Tzortzis Avetisian 75’ Andreas Stilianides 84’ (rig.) | Marcatori |  |

## Tabellone
|  | Quarti di finale    | Quarti di finale    | Quarti di finale |                |            | Semifinali | Semifinali | Semifinali |  |  | Finale | Finale | Finale |  |
|  |                     |                     |                  |                |            |            |            |            |  |  |        |        |        |  |
|  | Anorthōsis          | Anorthōsis          | 3                |                |            |            |            |            |  |  |        |        |        |  |
|  | Anorthōsis          | Anorthōsis          | 3                |                |            |            |            |            |  |  |        |        |        |  |
|  | Pezoporikos Larnaca | Pezoporikos Larnaca | 0                |                |            |            |            |            |  |  |        |        |        |  |
|  | Pezoporikos Larnaca | Pezoporikos Larnaca | 0                |                | Anorthōsis | Anorthōsis | 5          |            |  |  |        |        |        |  |
|  |                     |                     |                  |                | Anorthōsis | Anorthōsis | 5          |            |  |  |        |        |        |  |
|  |                     |                     | Çetinkaya Türk   | Çetinkaya Türk | 1          |            |            |            |  |  |        |        |        |  |
|  | Lefkoşa Türk        | Lefkoşa Türk        | Çetinkaya Türk   | Çetinkaya Türk | 1          | 5          |            |            |  |  |        |        |        |  |
|  | Lefkoşa Türk        | Lefkoşa Türk        |                  |                |            |            |            |            |  |  |        |        |        |  |
|  | EPA Larnaca         | EPA Larnaca         | 1                |                |            |            |            |            |  |  |        |        |        |  |
|  | EPA Larnaca         | EPA Larnaca         | 1                |                | Anorthōsis | Anorthōsis | 3          |            |  |  |        |        |        |  |
|  |                     |                     |                  |                |            |            |            |            |  |  |        |        |        |  |
|  |                     |                     | APOEL            | APOEL          | 0          |            |            |            |  |  |        |        |        |  |
|  | APOEL               | APOEL               | APOEL            | APOEL          | 0          | 3          |            |            |  |  |        |        |        |  |
|  | APOEL               | APOEL               |                  |                |            |            |            |            |  |  |        |        |        |  |
|  | Olympiakos Nicosia  | Olympiakos Nicosia  | 0                |                |            |            |            |            |  |  |        |        |        |  |
|  | Olympiakos Nicosia  | Olympiakos Nicosia  | 0                |                | APOEL      | APOEL      | 3          |            |  |  |        |        |        |  |
|  |                     |                     |                  |                | APOEL      | APOEL      | 3          |            |  |  |        |        |        |  |
|  |                     |                     | AEL Limassol     | AEL Limassol   | 2          |            |            |            |  |  |        |        |        |  |
|  | AEL Limassol        | AEL Limassol        | AEL Limassol     | AEL Limassol   | 2          | 4          |            |            |  |  |        |        |        |  |
|  | AEL Limassol        | AEL Limassol        |                  |                |            |            |            |            |  |  |        |        |        |  |
|  | AYMA Nicosia        | AYMA Nicosia        | 1                |                |            |            |            |            |  |  |        |        |        |  |